# Cóc tía chân màng nhỏ
Cóc tía chân màng nhỏ (danh pháp khoa học: Bombina microdeladigitora, tên tiếng Anh: Small-webbed Bell Toad) là một loài cóc thuộc họ Bombinatoridae. Một số tác giả coi nó chỉ là một dạng của loài Bombina maxima. Khi được công nhận là loài riêng thì các tác giả cho rằng nó có ở Trung Quốc và Việt Nam.
Môi trường sống tự nhiên của chúng là vùng núi ẩm nhiệt đới hoặc cận nhiệt đới, đồng cỏ nhiệt đới hoặc cận nhiệt đới vùng ngập nước hoặc lụt theo mùa, sông ngòi, và đầm lầy. Chúng hiện đang bị đe dọa vì mất môi trường sống.